# Sara Ketiš
Sara Ketiš (Ruše, 16 settembre 1996) è una calciatrice e karateka slovena, di ruolo centrocampista.

## Palmarès
- Campionato sloveno: 1

Pomurje: 2013-2014
- Coppa di Slovenia femminile: 1

Pomurje: 2013-2014